# Бунт призывников в Египте (1986)

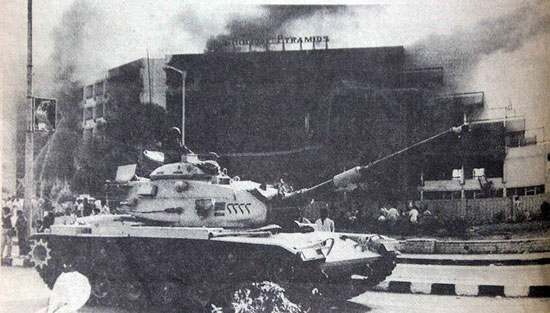
Танки в Каире во время протестов 1986 года.

25 февраля 1986 года около 17-25 тысяч египетских призывников Центральных сил безопасности, египетских военизированных формирований, устроили насильственные акции протеста в Каире и его окрестностях. Беспорядки стали реакцией на слух о том, что их трехлетняя обязательная служба будет продлена ещё на один год без каких-либо дополнительных льгот или повышения в звании.
Бунтующие призывники обстреляли туристические районы и разрушили две гостиницы. Правительство Хосни Мубарака полагалось на египетскую армию, поэтому, когда плохо оплачиваемые и плохо вооруженные призывники ЦСБ взбунтовались, армия была отправлена для восстановления порядка. Армия использовала танки, бронетранспортеры и снайперов, чтобы выследить восставших призывников, большинство из которых были не вооружены или были вооружены только щитами, дубинками и автоматами. В Верхнем Египте и близ Гизы армейская авиация и военно-воздушные силы использовали вертолёты Ми-8 и истребители МиГ-21 для нападения на восставших призывников, что привело к большому числу жертв. В операции было задействовано не менее четырёх вертолётов и трех истребителей. Офицером ВВС, командовавшим операцией, был Ахмед Шафик, командующий всеми МиГ-21 в Центральной военной зоне.
Около 3000 человек были арестованы и 1236 предстали перед судом.
По официальным данным, бунт длился три дня, и в общей сложности 107 человек погибли, в основном призывники из ЦСБ. Более 20 000 призывников были уволены со службы без каких-либо льгот, а агитаторы были приговорены к исправительным мерам после того, как предстали перед судом государственной безопасности за поджоги, беспорядки с применением насилия и неповиновение. В некоторых сообщениях этот мятеж связывается с заговором против занимавшего к тому времени министра внутренних дел генерала Ахмеда Рошди из-за его политики. После подавления правительство пообещало капитально восстановить Силы, повысив стандарты приёма на службу, увеличив оплату труда и улучшив условия жизни в их лагерях.